# Aleksandra (córka Arystobula II)
Aleksandra (I w. p.n.e.) - córka Arystobula II, króla Judei z dynastii Hasmoneuszy; siostra Antygona; królowa Chalkis.
W 49 p.n.e. poślubiła Filipiona, syna Ptolemeusza, króla Chalkis. Rok później Ptolemeusz zamordował syna i sam poślubił Aleksandrę.